# Славољуб
Славољуб је српско мушко лично име. Име Славољуб је српско народно име, сложено од слава и љубав.
Значење имена је онај који љуби, воли славу. Налази се међу 100 најпопуларнијих мушких имена у Србији. Женске варијанте овог имена су Славољуба и Славољупка.
Од имена Славољуб изведена су презимена:
- Славиковић
- Славић
- Славковић
- Славовић
- Славојевић

## Познате личности
- Славољуб Срнић – српски фудбалер.
- Славољуб Муслин – српски фудбалски тренер и бивши играч.
- Славољуб С. Поповић – српски песник и приповедач.
- Славољуб Чворовић – српски ликовни стваралац, сликар.
- Славољуб Недељковић – српски певач народне и поп музике.
- Славољуб Петровић – познати учесник квиза ТВ слагалица.[5]